# UFC 124
UFC 124: St-Pierre vs. Koscheck 2（ユーエフシー・ワントゥエンティフォー：サンピエール・バーサス・コスチェック・ツー）は、アメリカ合衆国の総合格闘技団体「UFC」の大会の一つ。2010年12月11日、カナダ・ケベック州モントリオールのベル・センターで開催された。
UFC 83、UFC 97、UFC 113、UFC 115に続く5度目のカナダでの開催大会となった。

## 大会概要
大会サブタイトル「St-Pierre vs. Koscheck 2」の通り、メインイベントではUFC世界ウェルター級タイトルマッチで王者ジョルジュ・サンピエールと挑戦者ジョシュ・コスチェックの3年3か月ぶりの再戦が行われた。両者はリアリティ番組「The Ultimate Fighter」のシーズン12でコーチをしており因縁が生まれていたが、サンピエールがコスチュックにフルマークの判定勝ちを収め、6度目の王座防衛に成功した。
プロデビュー以来14連勝中であったチャールズ・オリベイラは、ジム・ミラーに膝十字固めで一本負けでキャリア初黒星を喫した。
プロデビュー以来10連勝中であったショーン・マッコークルは、ステファン・ストルーフェにTKO負けでキャリア初黒星を喫した。
TKO世界ウェルター級王者ジェシー・ボングフェルト、キャリア7戦全勝のジョン・マクデッシがUFCデビュー。

## 試合結果

### プレリミナリィカード
第1試合 ライト級 5分3R
○  ジョン・マクデッシ vs.  パット・オーディンウッド ×
3R終了 判定3-0（30-27、30-27、30-26）
第2試合 ウェルター級 5分3R
○  ヒカルド・アルメイダ vs.  TJ・グラント ×
3R終了 判定3-0（30-27、30-27、30-27）
第3試合 ウェルター級 5分3R
○  ショーン・ピアソン vs.  マット・リドル ×
3R終了 判定3-0（30-27、30-27、30-27）
第4試合 ミドル級 5分3R
△  ハファエル・ナタル vs.  ジェシー・ボングフェルト △
3R終了 判定1-0（28-28、28-28、29-28）

### UFC公式サイト中継カード
第5試合 ライト級 5分3R
○  マーク・ボーチェック vs.  ダスティン・ヘイズレット ×
1R 2:33 三角絞め
第6試合 ミドル級 5分3R
○  ダン・ミラー vs.  ジョー・ドークセン ×
3R終了 判定2-1（29-28、28-29、29-28）

### メインカード
第7試合 ウェルター級 5分3R
○  チアゴ・アウベス vs.  ジョン・ハワード ×
3R終了 判定3-0（30-27、30-27、30-27）
第8試合 ライト級 5分3R
○  マック・ダンジグ vs.  ジョー・スティーブンソン ×
1R 1:54 KO（左フック）
第9試合 ライト級 5分3R
○  ジム・ミラー vs.  チャールズ・オリベイラ ×
1R 1:59 膝十字固め
第10試合 ヘビー級 5分3R
○  ステファン・ストルーフェ vs.  ショーン・マッコークル ×
1R 3:55 TKO（レフェリーストップ：パウンド）
第11試合 UFC世界ウェルター級タイトルマッチ 5分5R
○  ジョルジュ・サンピエール vs.  ジョシュ・コスチェック ×
5R終了 判定3-0（50-45、50-45、50-45）
※サンピエールが6度目の防衛に成功。

### 各賞
ファイト・オブ・ザ・ナイト： ジョルジュ・サンピエール vs. ジョシュ・コスチェック
ノックアウト・オブ・ザ・ナイト： マック・ダンジグ
サブミッション・オブ・ザ・ナイト： マーク・ボーチェック、ジム・ミラー
各選手にはボーナスとして100,000ドルが支給された（サブミッション・オブ・ザ・ナイトのボーチェックとミラーは50,000ドルずつ）。